# Cratoneuropsis
Cratoneuropsis är ett släkte av bladmossor. Cratoneuropsis ingår i familjen Amblystegiaceae.
Kladogram enligt Catalogue of Life:
| Cratoneuropsis | \| \| Cratoneuropsis relaxa \| \| \| \| \| \| Cratoneuropsis subrelaxa \| \| \| \| |
|                | \| \| Cratoneuropsis relaxa \| \| \| \| \| \| Cratoneuropsis subrelaxa \| \| \| \| |
|                | Cratoneuropsis relaxa                                                              |
|                |                                                                                    |
|                | Cratoneuropsis subrelaxa                                                           |
|                |                                                                                    |